# Elección para gobernador de Texas de 1990
Las Elecciones para gobernador de Texas de 1990 se llevaron a cabo el 6 de noviembre de 1990, para elegir al gobernador del estado de Texas. De acuerdo a la constitución de Texas, un gobernador es electo por un periodo de cuatro años y puede reelegirse indefinidamente. El gobernador republicano titular Bill Clements no se postuló para la reelección, por lo que en la elección enfrentó a la demócrata Ann Richards contra el republicano Clayton Williams. Richards derrotó por estrecho margen a Williams el día de las elecciones, ganando el 50% de los votos frente al 47% de Williams. A partir de 2021, esta es la elección más reciente en la que un demócrata fue elegido gobernador de Texas.

## Elección general

### Resultados
| Elección para gobernador de Texas de 1990 | Elección para gobernador de Texas de 1990 | Elección para gobernador de Texas de 1990 | Elección para gobernador de Texas de 1990 | Elección para gobernador de Texas de 1990 | Elección para gobernador de Texas de 1990 |
| Partido                                   | Partido                                   | Candidato/a                               | Votos                                     | %                                         |                                           |
| ----------------------------------------- | ----------------------------------------- | ----------------------------------------- | ----------------------------------------- | ----------------------------------------- | ----------------------------------------- |
|                                           | Demócrata                                 | Ann Richards                              | 1,925,670                                 | 49.47%                                    |                                           |
|                                           | Republicano                               | Clayton Williams                          | 1,826,431                                 | 46.92%                                    |                                           |
|                                           | Libertario                                | Jeff Daiell                               | 129,128                                   | 3.32%                                     |                                           |
| Total                                     | Total                                     | Total                                     | 3,881,229                                 | 100.0%                                    |                                           |
|                                           | Control Demócrata                         |                                           |                                           |                                           |                                           |